# Oscar dos Santos Emboaba Júnior
Oscar dos Santos Emboaba Júnior, mais conhecido apenas como Oscar (Americana, 9 de setembro de 1991), é um futebolista brasileiro que atua como meio-campista. Joga pelo São Paulo.

## Clubes

### Início
Iniciou sua carreira no São Paulo, onde conquistou o Campeonato Brasileiro de 2008. Em 2009, foi ao tribunal contra o clube devido a irregularidades em seu contrato. Após uma série de controvérsias, deixou o clube e foi para o Internacional, onde passou os próximos três anos de sua carreira. Olheiros do Chelsea levaram-o para o clube inglês em 2012.
Já atuou pela seleção olímpica do Brasil, nas Olimpíadas de Londres de 2012 e também na equipe sênior. No dia 20 de agosto de 2011, marcou três gols na final da Copa do Mundo Sub-20 contra Portugal, na vitória de virada por 3 a 2, tornando-se o primeiro jogador a marcar um hat-trick na final da Copa do Mundo sub-20. Mais tarde, descreveu suas performances no torneio como sendo uma porta de entrada para a equipe sênior. Foi convocado pela primeira vez para a equipe principal contra a Argentina. Seu primeiro gol também foi contra a Argentina, em uma derrota por 4 a 3 em junho de 2012. Em 2012, ficou em 37ª nos 100 melhores futebolistas do mundo pelo jornal The Guardian.
Pelo seu estilo de jogo e habilidade, chegou a ser comparado com Kaká e o alemão Mesut Özil.

### São Paulo
Iniciou nas categorias de base futsal do São Paulo em 2004, sendo promovido para o time principal em 2008. Neste mesmo ano fez parte do elenco que ganhou o sexto título do Brasileirão. Também foi convocado diversas vezes para seleções de base. No fim de 2009, Oscar deixou o São Paulo por meio da Justiça, e sem ter feito um único gol com a camisa tricolor.

### Internacional
No dia 17 de junho de 2010, foi anunciado como novo reforço do Internacional. Sem espaço na equipe principal, Oscar foi para o time sub-23 do clube, onde venceu o Campeonato Brasileiro Sub-23. No mesmo ano, de destacou e fez parte do elenco que disputou o Mundial de Clubes da FIFA em Abu Dhabi. No ano de 2011, tornou-se titular absoluto, fazendo dupla de meio campo com D'Alessandro, com quem conquistou o Gauchão e a Recopa Sul-Americana daquele ano. Em 2012 tornou-se o protagonista principal da equipe colorada, D'Alessandro teve uma lesão logo no início da temporada, e a boa fase de Oscar superou até a de Leandro Damião. As atuações destacadas o levaram à Seleção Brasileira, onde conquistou a titularidade com a camisa 10. As boas atuações na seleção brasileira o levaram a despertar o interesse de grandes clubes europeus e foi então vendido pra o Chelsea como a venda mais cara do futebol brasileiro até então.

#### Disputa jurídica
Em 21 de março de 2012, o Tribunal Regional do Trabalho de São Paulo determinou que a CBF reativasse o contrato anterior do jogador com o São Paulo, o que foi feito horas depois e Oscar passou a ser registrado apenas no clube paulista. Para evitar problemas o Internacional decidiu retirar o jogador do jogo contra o The Strongest que seria realizado no mesmo dia do anúncio da decisão. No dia 26 de abril, o TST, concedeu liminar a Oscar, que, a partir de agora, está liberado para atuar livremente onde quiser.
No dia 30 de maio, chegou ao fim a disputa judicial envolvendo o atleta e o São Paulo, mediante ao pagamento de 15 milhões de reais, envolvendo multa rescisória e perda de danos, o contrato de Oscar com o São Paulo foi rescindido. O valor de 15 milhões de reais foi, na época a maior negociação entre clubes brasileiros da história, posteriormente, superada pela transferência de Paulo Henrique Ganso do Santos para o São Paulo.

### Chelsea

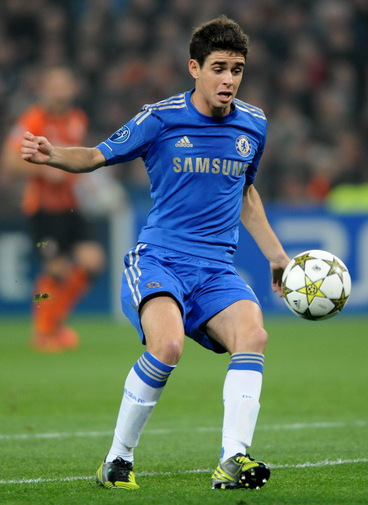
Oscar, pelo Chelsea, em 2012.

No dia 17 de junho de 2012, Oscar foi à Londres realizar exames médicos e acertar com o Chelsea.. Depois de mais de um mês, o Internacional confirmou a venda. Os valores da negociação giraram em torno de 25 milhões de libras (79 milhões de reais). Na data em que foi realizada, esta tornou-se a maior venda já realizada por um clube brasileiro para o exterior, superando as idas de Denílson ao Bétis, em 1998, por cerca de 32 milhões de dólares (65 milhões de reais), e de Robinho, ao Real Madrid, por 30 milhões de dólares (72 milhões de reais), mas foi também superada semanas depois com a venda de Lucas do São Paulo para o Paris Saint-Germain por 43 milhões de euros (108,34 milhões de reais). Oscar recebeu a camisa número 11, anteriormente usada por Didier Drogba, craque marfinense que jogou no clube durante oito anos.
Estreou no dia 19 de agosto, em partida contra o Wigan Athletic, válida pela primeira rodada da Premier League 2012–13. Vindo do banco de reservas, Oscar pôde atuar por aproximadamente 27 minutos, e logo em seu primeiro lance foi o autor de uma finalização muito próxima ao gol adversário. O Chelsea venceu a partida por 2 a 0, com os dois gols marcados ainda no primeiro tempo. Seu primeiro jogo como titular aconteceu na estreia dos Blues pela Liga dos Campeões, contra o forte time da Juventus, atual campeã italiana. Com muita personalidade, foi o autor dos dois gols do Chelsea na partida, o segundo deles dito por ele mesmo "o gol mais importante e mais bonito da carreira", num belo chute de fora da área após "drible da vaca" no consagrado volante italiano Andrea Pirlo. Após estar em desvantagem de 2 a 0, a Juventus conseguiu empatar a partida, que terminou com o placar de 2 a 2. Após o fim do jogo, Oscar foi eleito o melhor em jogador em campo pela UEFA (organizadora do torneio e principal entidade do futebol europeu).
Em seguida, fez sua primeira partida na Premier League, em uma vitória por 1 a 0 sobre o Stoke City. Depois de suas boas atuações, o técnico Roberto Di Matteo colocou Oscar no centro do meio campo junto com Juan Mata e Eden Hazard. Oscar marcou seu terceiro gol na temporada, na Liga dos Campeões, em uma partida contra o Shakhtar Donetsk, em Donetsk. Oscar marcou mais um gol contra o Shakhtar Donetsk, agora no Stamford Bridge, jogo vencido pelo seu time por 3 a 2. Após saída do goleiro Pyatov, a bola sobrou para Oscar, que chutou do meio campo. Oscar marcou também no jogo contra o Nordsjælland, na vitória por 6 a 1 dentro de casa, mas o Chelsea acabou eliminado por ter ficado com 2 pontos a menos do que a Juventus.
Com a demissão de Roberto Di Matteo, no dia 21 de novembro, e com a vinda do técnico Rafa Benítez, Oscar jogou três dos sete jogos desde que Benítez assumiu. Benítez elogiou a atuação de Oscar contra o Corinthians na final do Mundial de Clubes de 2012, e acreditava que não havia mágoa entre ele e o jogador. Ele marcou seu primeiro gol na Premier no dia 23 de dezembro, marcando de pênalti contra o Aston Villa em vitória por 8 a 0 dentro de casa. Marcou novamente contra o Sparta Praga, no dia 14 de fevereiro de 2013. Marcou seu segundo gol pelo Chelsea no Campeonato Inglês contra o Liverpool, em 21 de abril, no empate por 2 a 2. Na semana seguinte, marcou contra o Swansea City na vitória por 2 a 0 em 28 de abril. Marcou seu quarto gol na Premier League contra o Tottenham, em uma empate por 2 a 2 disputando a vaga para Liga dos Campeões da UEFA.
Com a volta do ídolo Didier Drogba, em meados de 2014, Oscar cedeu a camisa 11 ao atacante marfinense. Com a saída de Frank Lampard, assumiu a camisa 8 no time inglês.
No dia 26 de outubro de 2016, no jogo contra o West Ham, Oscar completou 200 jogos com a camisa do Chelsea. Na ocasião, os "Blues" perderam por 2 a 1.

### Shanghai Port
No dia 23 de dezembro de 2016, o Chelsea confirmou a venda de Oscar ao Shanghai Port, da China. A transação foi a maior transferência da história da China. O meia foi contratado por € 60 milhões de euros (cerca de R$ 212 milhões). O negócio também bateu outro recorde: o de salário. A transferência de Hulk (contratado pelo mesmo time), em junho, rendeu R$ 6 milhões de reais por mês de salário para o atacante, sendo o terceiro maior salário do futebol (ápós Cristiano Ronaldo e Messi). Já Oscar assinou um contrato que fez com que o meia passasse a ganhar R$ 7 milhões por mês (R$ 84 milhões por ano), assumindo a posição de terceiro maior salário do futebol mundial. Em sua estreia, marcou um dos gols da vitória por 3 a 0 sobre o Sukhothai, da Tailândia, pela Liga dos Campeões da AFC.
Em 2018, Oscar teve grande destaque ele fez 40 partidas, 16 gols, 18 assistências e conquistou seu o primeiro título nacional no futebol asiático. Na temporada 2023, Oscar fez 33 jogos, oito gols, 12 assistências e ajudou o clube a conquistar o título da Super Liga Chinesa, a primeira divisão do futebol chinês. O pior ano para o jogador foi 2022. Entrou em campo apenas cinco vezes e quase deixou o futebol chinês.
No dia 5 de dezembro de 2024, após 8 anos, Oscar se despediu do Shanghai Port. No total, Oscar atuou em 245 jogos, com 76 gols e 100 assistências e conquistou a Superliga Chinesa (2018, 2023 e 2024) e a Supercopa da China (2019).

### Retorno ao São Paulo
Em 24 de dezembro de 2024, acertou seu retorno ao São Paulo, ele assinou contrato até 31 de dezembro de 2027. 

## Seleção Brasileira
Em 2011 foi campeão do Campeonato Sul-Americano de Futebol Sub-20. Entrou para a história no Mundial Sub-20, quando marcou três gols na final do torneio, contra Portugal. Foi o primeiro jogador à marcar três gols em uma final de campeonato organizado pela FIFA.
Principal
No dia 14 de setembro de 2011, Oscar foi convocado pela primeira vez para a Seleção Brasileira, que disputou um amistoso contra a Argentina. Oscar entrou no decorrer do jogo.
Em 11 de maio de 2012, o jogador foi convocado para os amistosos contra Dinamarca, EUA, México e Argentina, que foram realizados entre os dias 26 de maio e 9 de junho. Por seu desempenho nos treinamentos, conquistou a titularidade e a camisa 10. Participou efetivamente de 2 gols na vitória de 3 a 1 sobre a Dinamarca, ficando 90 minutos em campo. No segundo jogo, foi, novamente, considerado um dos destaques da partida. Jogou também os dois últimos jogos como titular. No jogo contra a Argentina, foi destaque novamente e marcou um gol na derrota por 4 a 3.

### Jogos Olímpicos de Londres
Foi convocado para os Jogos Olímpicos de Londres, e contando com a má fase e as lesões de Paulo Henrique Ganso que até alguns meses antes era considerado o armador ideal para a seleção olímpica, foi inscrito com a camisa 10. No primeiro jogo, contra o Egito, Oscar foi o destaque da partida, com duas assistências e muita movimentação em campo, com lançamentos, dribles e desarmes. Já contra a Seleção da Bielorrússia, no segundo jogo do Brasil nos Jogos Olímpicos de Londres, Oscar voltou a ser destaque, e fez um bonito gol na partida, depois de ótima jogada de Neymar, na vitória de 3 a 1 da seleção canarinho. No terceiro confronto, contra a Nova Zelândia, o jogador foi poupado por conta de um desgaste e só entrou nos minutos finais da partida.

### Pós-Jogos Olímpicos
Em 2012, a Seleção Brasileira iniciou uma boa fase ganhando de 8 a 0 da Seleção Chinesa.
Voltou às redes usando a Amarelinha em 21 de março de 2013, quando, num amistoso disputado em Genebra, na Suíça, fez o segundo gol brasileiro no empate por 2 a 2 diante dos italianos.<

### Copa das Confederações de 2013
Junto de Neymar e Fred, foi um dos grandes destaques do tetra brasileiro da Copa das Confederações, disputado em casa. Dentre todos os jogadores, Oscar terminou a competição como o maior número de desarmes.

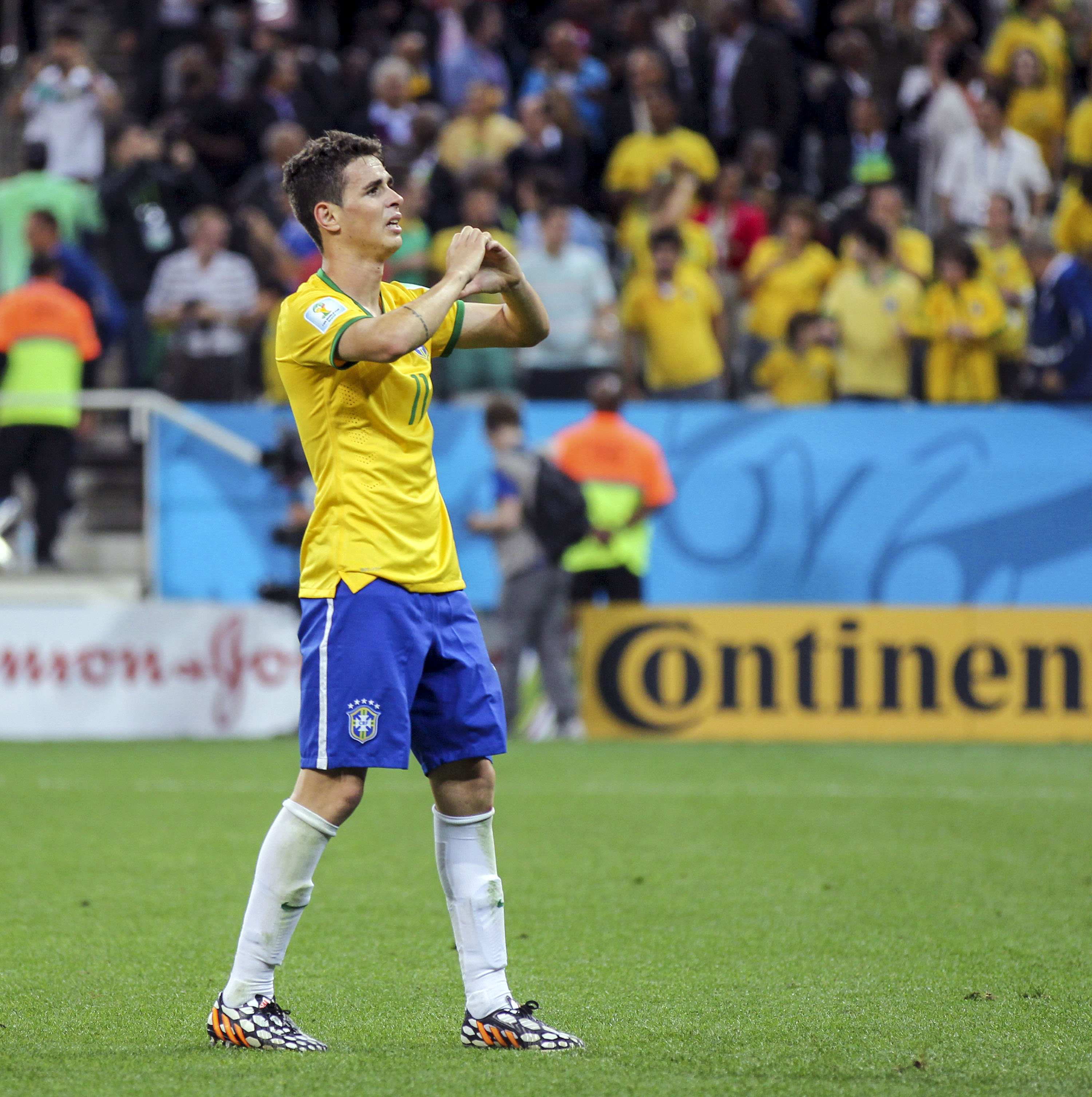
Oscar, atuando pela Seleção, na Copa do Mundo de 2014.

### Copa do Mundo de 2014
No dia 7 de maio de 2014, Oscar foi convocado para a Copa do Mundo de 2014.. Foi um dos destaque na partida de abertura do torneio; contra a Croácia, na Arena Corinthians, Oscar teve participação no primeiro tento do Brasil e marcou o gol que selou a vitória por 3 a 1. Fez o único gol da Seleção Brasileira no jogo da semifinal contra a Alemanha que resultou no placar de 7 a 1 no Mineirão.
Copa América de 2015
Devido a uma lesão no treinamento, Oscar não foi incluído na lista final da Seleção Brasileira para a Copa América de 2015.
Era Tite
Após longo período fora da Seleção, foi convocado por Tite no dia 16 de setembro de 2016, para partidas da Eliminatória da Copa do Mundo FIFA de 2018. Porém, não chegou a atuar nas partidas e posteriormente, não foi mais lembrado por Tite.

#### Jogos pela Seleção Brasileira
|     | Data                   | Local                                        | Resultado | Adversário     | Gol(s) | Competição                  |
| --- | ---------------------- | -------------------------------------------- | --------- | -------------- | ------ | --------------------------- |
| 1.  | 14 de setembro de 2011 | Córdoba, Argentina                           | 0–0       | Argentina      | 0      | Superclássico das Américas  |
| 2.  | 7 de outubro de 2011   | San José, Costa Rica                         | 0–1       | Costa Rica     | 0      | Amistoso                    |
| 3.  | 26 de maio de 2012     | Hamburgo, Alemanha                           | 3–1       | Dinamarca      | 0      | Amistoso                    |
| 4.  | 30 de maio de 2012     | Washington, Estados Unidos                   | 4–1       | Estados Unidos | 0      | Amistoso                    |
| 5.  | 3 de junho de 2012     | Dallas, Estados Unidos                       | 0–2       | México         | 0      | Amistoso                    |
| 6.  | 9 de junho de 2012     | Nova Jersey, Estados Unidos                  | 3–4       | Argentina      | 1      | Amistoso                    |
| 7.  | 15 de agosto de 2012   | Estocolmo, Suécia                            | 3–0       | Suécia         | 0      | Amistoso                    |
| 8.  | 7 de setembro de 2012  | São Paulo, Brasil                            | 1–0       | África do Sul  | 0      | Amistoso                    |
| 9.  | 10 de setembro de 2012 | Recife, Brasil                               | 8–0       | China          | 1      | Amistoso                    |
| 10. | 11 de outubro de 2012  | Malmö, Suécia                                | 6–0       | Iraque         | 2      | Amistoso                    |
| 11. | 16 de outubro de 2012  | Breslávia, Polônia                           | 4–0       | Japão          | 0      | Amistoso                    |
| 12. | 14 de novembro de 2012 | Nova Jersey, Estados Unidos                  | 1–1       | Colômbia       | 0      | Amistoso                    |
| 13. | 6 de fevereiro de 2013 | Estádio de Wembley, Londres, Inglaterra      | 1–2       | Inglaterra     | 0      | Amistoso                    |
| 14. | 21 de março de 2013    | Stade de Genève, Genebra, Suíça              | 2–2       | Itália         | 1      | Amistoso                    |
| 15. | 25 de março de 2013    | Stamford Bridge, Londres, Inglaterra         | 1–1       | Rússia         | 0      | Amistoso                    |
| 16. | 2 de junho de 2013     | Maracanã, Rio de Janeiro, Brasil             | 2–2       | Inglaterra     | 0      | Amistoso                    |
| 17. | 9 de junho de 2013     | Arena do Grêmio, Rio Grande do Sul, Brasil   | 3–0       | França         | 1      | Amistoso                    |
| 18. | 15 de junho de 2013    | Estádio Mané Garrincha, Brasília, Brasil     | 3–0       | Japão          | 0      | Copa das Confederações      |
| 19. | 19 de junho de 2013    | Estádio Castelão, Fortaleza, Brasil          | 2–0       | México         | 0      | Copa das Confederações      |
| 20. | 22 de junho de 2013    | Arena Fonte Nova, Salvador, Brasil           | 4–2       | Itália         | 0      | Copa das Confederações      |
| 21. | 26 de junho de 2013    | Estádio Mineirão, Belo Horizonte, Brasil     | 2–1       | Uruguai        | 0      | Copa das Confederações      |
| 22. | 30 de junho de 2013    | Estádio Maracanã, Rio de Janeiro, Brasil     | 3–0       | Espanha        | 0      | Copa das Confederações      |
| 23. | 14 de agosto de 2013   | St. Jakob-Park, Basileia, Suíça              | 0–1       | Suíça          | 0      | Amistoso                    |
| 24. | 10 de setembro de 2013 | Gillette Stadium, Foxborough, Estados Unidos | 3–1       | Portugal       | 0      | Amistoso                    |
| 25. | 12 de outubro de 2013  | Estádio Sang-am de Seul, Seul, Coreia do Sul | 2–0       | Coreia do Sul  | 1      | Amistoso                    |
| 26. | 15 de outubro de 2013  | Estádio Nacional de Pequim, Pequim, China    | 2–0       | Zâmbia         | 1      | Amistoso                    |
| 27. | 16 de novembro de 2013 | Sun Life Stadium, Miami, Estados Unidos      | 5–0       | Honduras       | 0      | Amistoso                    |
| 28. | 19 de novembro de 2013 | Rogers Centre, Toronto, Canadá               | 2–1       | Chile          | 0      | Amistoso                    |
| 29. | 5 de março de 2014     | Soccer City, Joanesburgo, África do Sul      | 5–0       | África do Sul  | 1      | Amistoso                    |
| 30. | 3 de junho de 2014     | Serra Dourada, Goiânia, Brasil               | 4–0       | Panamá         | 0      | Amistoso                    |
| 31. | 6 de junho de 2014     | Morumbi, São Paulo, Brasil                   | 1–0       | Sérvia         | 0      | Amistoso                    |
| 32. | 12 de junho de 2014    | Arena Corinthians, São Paulo, Brasil         | 3–1       | Croácia        | 1      | Copa do Mundo               |
| 33. | 17 de junho de 2014    | Arena Castelão, Fortaleza, Brasil            | 0–0       | México         | 0      | Copa do Mundo               |
| 34. | 23 de junho de 2014    | Mané Garrincha, Brasília, Brasil             | 4–1       | Camarões       | 0      | Copa do Mundo               |
| 35. | 28 de junho de 2014    | Mineirão, Belo Horizonte, Brasil             | 1–1       | Chile          | 0      | Copa do Mundo               |
| 36. | 4 de julho de 2014     | Arena Castelão, Fortaleza, Brasil            | 2–1       | Colômbia       | 0      | Copa do Mundo               |
| 37. | 8 de julho de 2014     | Arena Mineirão, Belo Horizonte, Brasil       | 1–7       | Alemanha       | 1      | Copa do Mundo               |
| 38. | 12 de julho de 2014    | Mané Garrincha, Brasília, Brasil             | 0–3       | Países Baixos  | 0      | Copa do Mundo               |
| 39. | 5 de setembro de 2014  | Sun Life Stadium, Miami, Estados Unidos      | 1–0       | Colômbia       | 0      | Amistoso                    |
| 40. | 9 de setembro de 2014  | MetLife Stadium, Nova Jersey, Estados Unidos | 1–0       | Equador        | 0      | Amistoso                    |
| 41. | 11 de outubro de 2014  | Ninho de Pássaro, Pequim, China              | 2–0       | Argentina      | 0      | Superclássico das Américas  |
| 42. | 14 de outubro de 2014  | National Stadium, Singapura, Singapura       | 4–0       | Japão          | 0      | Amistoso                    |
| 43. | 12 de novembro de 2014 | Estádio Şükrü Saraçoğlu, Istambul, Turquia   | 4–0       | Turquia        | 0      | Amistoso                    |
| 44. | 18 de novembro de 2014 | Ernst-Happel-Stadion, Viena, Áustria         | 2–1       | Áustria        | 0      | Amistoso                    |
| 45. | 26 de março de 2015    | Stade de France, Paris, França               | 3–1       | França         | 1      | Amistoso                    |
| 46. | 8 de outubro de 2015   | Estádio Nacional de Chile, Santiago, Chile   | 0–2       | Chile          | 0      | Elim. Copa do Mundo de 2018 |
| 47. | 13 de outubro de 2015  | Arena Castelão, Fortaleza, Brasil            | 3–1       | Venezuela      | 0      | Elim. Copa do Mundo de 2018 |
| 48. | 17 de novembro de 2015 | Arena Fonte Nova, Salvador, Brasil           | 3–0       | Peru           | 0      | Elim. Copa do Mundo de 2018 |

## Vida pessoal
Oscar é casado com Ludmila, colega de infância. Sempre que o jogador marca um gol, faz um "L" com as mãos, a inicial do nome da sua esposa. No dia 5 de junho de 2014, Oscar tornou-se pai de sua primeira filha, Julia, e em 11 de abril de 2016 nasceu o segundo filho do casal, de nome Caio.

## Estatísticas

### Clubes
Abaixo estão listados todos os jogos, gols e assistências do futebolista por clubes.
| Clube             | Temporada         | Campeonato nacional | Campeonato nacional | Campeonato nacional | Copa nacional[a] | Copa nacional[a] | Copa nacional[a] | Competições continentais[b] | Competições continentais[b] | Competições continentais[b] | Outros torneios[c] | Outros torneios[c] | Outros torneios[c] | Total | Total | Total   |
| Clube             | Temporada         | Jogos               | Gols                | Assist.             | Jogos            | Gols             | Assist.          | Jogos                       | Gols                        | Assist.                     | Jogos              | Gols               | Assist.            | Jogos | Gols  | Assist. |
| ----------------- | ----------------- | ------------------- | ------------------- | ------------------- | ---------------- | ---------------- | ---------------- | --------------------------- | --------------------------- | --------------------------- | ------------------ | ------------------ | ------------------ | ----- | ----- | ------- |
| São Paulo         | 2008              | —                   | —                   | —                   | —                | —                | —                | 1                           | 0                           | 0                           | —                  | —                  | —                  | 1     | 0     | 0       |
| São Paulo         | 2009              | 11                  | 0                   | 3                   | —                | —                | —                | 1                           | 0                           | 0                           | 1                  | 0                  | 0                  | 13    | 0     | 3       |
| São Paulo         | 2024              | 0                   | 0                   | 0                   | 0                | 0                | 0                | 0                           | 0                           | 0                           | 6                  | 2                  | 2                  | 6     | 2     | 2       |
| São Paulo         | Total             | 11                  | 0                   | 3                   | 0                | 0                | 0                | 2                           | 0                           | 0                           | 7                  | 0                  | 0                  | 20    | 2     | 5       |
| Internacional     | 2010              | 5                   | 0                   | 0                   | —                | —                | —                | —                           | —                           | —                           | 1                  | 0                  | 0                  | 6     | 0     | 0       |
| Internacional     | 2011              | 26                  | 10                  | 7                   | —                | —                | —                | 6                           | 3                           | 3                           | 12                 | 0                  | 0                  | 44    | 13    | 10      |
| Internacional     | 2012              | 5                   | 1                   | 1                   | —                | —                | —                | 6                           | 1                           | 5                           | 9                  | 4                  | 6                  | 20    | 6     | 12      |
| Internacional     | Total             | 36                  | 11                  | 8                   | —                | —                | —                | 12                          | 4                           | 8                           | 22                 | 4                  | 6                  | 70    | 19    | 22      |
| Chelsea           | 2012–13           | 34                  | 4                   | 7                   | 12               | 2                | 3                | 15                          | 6                           | 1                           | 3                  | 0                  | 0                  | 64    | 12    | 11      |
| Chelsea           | 2013–14           | 33                  | 8                   | 5                   | 3                | 2                | 0                | 10                          | 1                           | 5                           | 1                  | 0                  | 0                  | 47    | 11    | 10      |
| Chelsea           | 2014–15           | 28                  | 6                   | 8                   | 6                | 1                | 1                | 7                           | 0                           | 0                           | —                  | —                  | —                  | 41    | 7     | 9       |
| Chelsea           | 2015–16           | 27                  | 3                   | 3                   | 5                | 3                | 1                | 7                           | 2                           | 1                           | 1                  | 0                  | 0                  | 40    | 8     | 5       |
| Chelsea           | 2016–17           | 9                   | 0                   | 1                   | 2                | 0                | 0                | —                           | —                           | —                           | —                  | —                  | —                  | 11    | 0     | 1       |
| Chelsea           | Total             | 131                 | 21                  | 24                  | 28               | 8                | 5                | 39                          | 9                           | 7                           | 5                  | 0                  | 0                  | 203   | 38    | 36      |
| Shanghai Port     | 2017              | 22                  | 3                   | 9                   | 6                | 3                | 0                | 12                          | 3                           | 2                           | —                  | —                  | —                  | 40    | 9     | 11      |
| Shanghai Port     | 2018              | 29                  | 12                  | 18                  | 3                | 0                | 0                | 8                           | 4                           | 0                           | —                  | —                  | —                  | 40    | 16    | 18      |
| Shanghai Port     | 2019              | 28                  | 9                   | 13                  | 3                | 2                | 0                | 10                          | 3                           | 4                           | 1                  | 0                  | 0                  | 42    | 14    | 17      |
| Shanghai Port     | 2020              | 16                  | 5                   | 8                   | 1                | 1                | 0                | 6                           | 0                           | 2                           | —                  | —                  | —                  | 23    | 6     | 10      |
| Shanghai Port     | 2021              | 22                  | 5                   | 11                  | 1                | 0                | 4                | —                           | —                           | —                           | —                  | —                  | —                  | 23    | 5     | 15      |
| Shanghai Port     | 2022              | 3                   | 1                   | 1                   | 2                | 1                | 0                | —                           | —                           | —                           | —                  | —                  | —                  | 5     | 2     | 1       |
| Shanghai Port     | 2023              | 30                  | 8                   | 12                  | 2                | 0                | 0                | 1                           | 0                           | 0                           | —                  | —                  | —                  | 33    | 8     | 12      |
| Shanghai Port     | 2024              | 29                  | 14                  | 22                  | 3                | 1                | 1                | 6                           | 1                           | 6                           | 1                  | 0                  | 0                  | 33    | 16    | 29      |
| Shanghai Port     | Total             | 179                 | 57                  | 94                  | 21               | 8                | 5                | 43                          | 11                          | 14                          | 2                  | 0                  | 0                  | 245   | 76    | 113     |
| Total na carreira | Total na carreira | 357                 | 89                  | 129                 | 49               | 16               | 10               | 96                          | 24                          | 29                          | 36                 | 6                  | 8                  | 538   | 135   | 176     |

- a. ^ Jogos da Copa da Inglaterra, Copa da Liga Inglesa, Copa da China e Copa do Brasil
- b. ^ Jogos da Copa Sul-Americana, Copa Libertadores, Liga dos Campeões da UEFA, Liga Europa e Liga dos Campeões da AFC
- c. ^ Jogos do Campeonato Paulista, Campeonato Gaúcho, Recopa Sul-Americana, Mundial de Clubes, Supercopa da UEFA, Supercopa da Inglaterra e Supercopa da China

### Seleção Brasileira
Abaixo estão listados todos os jogos, gols e assistências do futebolista pela Seleção Brasileira, desde as categorias de base.
Seleção Principal
| Ano               | Copa do Mundo | Copa do Mundo | Copa do Mundo | Copa das Confederações | Copa das Confederações | Copa das Confederações | Qualificação Mundial | Qualificação Mundial | Qualificação Mundial | Amistosos | Amistosos | Amistosos | Total | Total | Total   |
| Ano               | Jogos         | Gols          | Assist.       | Jogos                  | Gols                   | Assist.                | Jogos                | Gols                 | Assist.              | Jogos     | Gols      | Assist.   | Jogos | Gols  | Assist. |
| ----------------- | ------------- | ------------- | ------------- | ---------------------- | ---------------------- | ---------------------- | -------------------- | -------------------- | -------------------- | --------- | --------- | --------- | ----- | ----- | ------- |
| 2011              | —             | —             | —             | —                      | —                      | —                      | —                    | —                    | —                    | 2         | 0         | 0         | 2     | 0     | 0       |
| 2012              | —             | —             | —             | —                      | —                      | —                      | —                    | —                    | —                    | 10        | 4         | 6         | 10    | 4     | 6       |
| 2013              | —             | —             | —             | 5                      | 0                      | 2                      | —                    | —                    | —                    | 11        | 4         | 1         | 16    | 4     | 3       |
| 2014              | 7             | 2             | 2             | —                      | —                      | —                      | —                    | —                    | —                    | 9         | 1         | 4         | 16    | 3     | 6       |
| 2015              | —             | —             | —             | —                      | —                      | —                      | 3                    | 0                    | 0                    | 1         | 1         | 0         | 4     | 1     | 0       |
| Total na carreira | 7             | 2             | 2             | 5                      | 0                      | 2                      | 3                    | 0                    | 0                    | 33        | 10        | 11        | 48    | 12    | 15      |

Seleção Sub–23
| Ano               | Jogos Olímpicos | Jogos Olímpicos | Jogos Olímpicos |
| Ano               | Jogos           | Gols            | Assist.         |
| ----------------- | --------------- | --------------- | --------------- |
| 2012              | 6               | 1               | 3               |
| Total na carreira | 6               | 1               | 3               |

Seleção Sub–20
| Ano               | Campeonato Mundial | Campeonato Mundial | Campeonato Mundial |
| Ano               | Jogos              | Gols               | Assist.            |
| ----------------- | ------------------ | ------------------ | ------------------ |
| 2011              | 7                  | 3                  | 3                  |
| Total na carreira | 7                  | 3                  | 3                  |

## Títulos
São Paulo
- Campeonato Brasileiro: 2008

Internacional
- Recopa Sul-Americana: 2011
- Campeonato Gaúcho: 2011 e 2012

Chelsea
- Liga Europa da UEFA: 2012–13
- Premier League: 2014–15 e 2016–17[72]
- Copa da Liga Inglesa: 2014–15

Shanghai Port
- Superliga Chinesa: 2018, 2023 e 2024
- Supercopa da China: 2019
- Copa da China: 2024

Seleção Brasileira
- Copa Sendai: 2010
- Campeonato Sul-Americano Sub-20: 2011
- Copa do Mundo FIFA Sub-20: 2011
- Superclássico  das Américas: 2011, 2012 e 2014
- Copa das Confederações FIFA: 2013

### Artilharia

#### Seleção Brasileira (Base)
- Artilheiro da Copa Sendai: 2010 (2 gols)

### Assistências

#### Shanghai SIPG
- Líder de assistências da Superliga Chinesa: 2018 (18 ass.), 2019 (13 assistências), 2021 (11 ass.), 2023 (13 assistências) e 2024 (20 assistências)

### Prêmios Individuais
- Melhor Jogador do Mundial Sub-17 de Madrid: 2008
- Melhor Jogador da Copa Sendai: 2010
- Melhor Jogador do Chelsea no Mês de Agosto: 2012
- Gol da Temporada do Chelsea: 2012–13 (Chelsea x Juventus), 2014–15 (Chelsea x Queens Park Rangers)
- Seleção da Copa do Mundo da FIFA: 2014
- Equipe do ano da Superliga Chinesa: 2018
- Seleção da Liga dos Campeões da AFC: 2019